# 三维地图

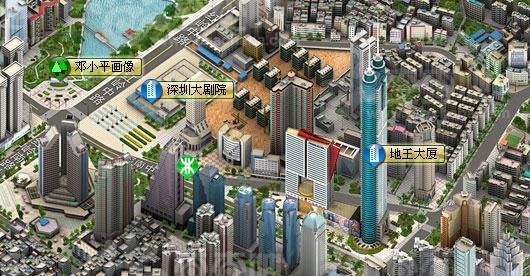

3D地图三维地图是利用虚拟现实技术通过专业模型软件而建立的城市三维模型。它运用多媒体技术和三维可视化技术将图形、图像、文字、数据等纳入统一的窗口系统下管理，使其具有虚拟、动态、交互和网络特征。

## 制作三维地图
首先，利用摄像器材对于地图区域内的建筑实体进行现场拍摄采集。其次，按照特殊的划区方法对整个区域所有建筑、公共设施等进行拍照，并按规范模式记录所有实体详细的动态信息，然后按照所拍建筑实体照片通过卫星图进行GIS坐标校正。最后，通过3DMax参考卫星图以及实拍相片进行建模和贴图，输出即得到三维地图

## 三维地图应用
通过依托在互联网上的三维实景模拟的表现方式，三维地图可无缝集成了城市电子地图、三维电子黄页、生活资讯、电子政务、同城电子商务、同城交友、虚拟社区等服务内容，为城市百姓的生活、工作、旅游、出行参考、网上办事、网上创业等活动提供便捷的解决方案；为城市政府机关、事业单位、商家企业提供面向市民宣传互动的快速通道，从而更方便地实现电子政务、地图查询、黄页查询、电子商务、推广宣传等社会活动和经济活动。

## 扩展阅读
深圳三维地图（页面存档备份，存于）

## 参看
地图
电子地图
电子地图服务